# Haworth-projektion
En Haworth-projektion er en meget brugt måde at vise de ringformede strukturer hos monosacchariderne og deres derivater i et forenklet, tredimensionelt perspektiv.
Projektionsmåden er opkaldt efter dens opfinder, den engelske kemiker, Sir Walter Norman Haworth.
Der er følgende kendetegn ved en Haworth-projektion:
- Kulstofatomerne danner den underforståede struktur, som ikke benævnes. I det viste eksempel er atomerne med numrene 1 til 6 alle sammen kulstofatomer.
- Brintatomer, som er bundet direkte til kulstofatomer, vises heller ikke.
- En fed linje viser atomer, som er tæt på betragteren. I eksemplet er atomerne 2 og 3 (med deres tilhørende OH-grupper) tættest på betragteren, mens 1 og 4 er længere inde i billedets dybde og 5, 6 osv. er længst borte.